# Сармаш-Баш
Сармаш-Баш — село в Заинском районе Республики Татарстан, административный центр Сармаш-Башского сельского поселения.

## История
В «Списке населённых мест по сведениям 1870 года», изданном в 1877 году, населённый пункт упомянут дважды: как деревня Сармашбаш (Искакова) и деревня Исакова (Сармашбаш) 3-го стана Мензелинского уезда Уфимской губернии. Обе деревни располагались при речке Четырле, по правую сторону просёлочной дороги из Бугульмы в Мамадыш, первая в 80 верстах, вторая в 72 верстах от уездного города Мензелинска и в 15 (соответственно в 19 верстах) от становой квартиры в селе Заинск (Пригород). В первой деревне, в 32 дворах жили 98 человек (татары, 52 мужчины и 46 женщин), были мечеть, водяная мельница. Во второй деревне, в 20 дворах жили 259 человек (башкиры, 82 мужчины и 97 женщин, татары, 41 мужчина и 39 женщин), была мечеть.